# Белтеній-де-Жос
Белтеній-де-Жос (рум. Băltenii de Jos) — село у повіті Тулча в Румунії. Входить до складу комуни Бештепе.
Село розташоване на відстані 245 км на схід від Бухареста, 20 км на схід від Тулчі, 110 км на північ від Констанци, 87 км на південний схід від Галаца.

## Населення
За даними перепису населення 2002 року у селі проживали 118 осіб. Усі жителі села рідною мовою назвали румунську.
Національний склад населення села:
| Національність | Кількість осіб | Відсоток |
| -------------- | -------------- | -------- |
| румуни         | 105            | 89,0%    |
| українці       | 10             | 8,5%     |